# 弗里德里希 (瓦尔德克和皮尔蒙特)
弗里德里希·阿道夫·赫尔曼（Friedrich Adolf Hermann；德語全稱為；1865年1月20日—1946年5月26日），末代瓦爾德克和皮爾蒙特亲王。
弗里德里希是格奥尔格·维克多与拿騷的海倫唯一的儿子。姐姐是荷兰王后埃玛，因此他是荷兰女王威廉明娜的舅舅。他也是萨克森-科堡-哥达公爵卡尔·爱德华的舅舅。

## 家庭
1895年，弗里德里希與紹姆堡-利珀的巴蒂爾迪絲結婚，兩人共有3子1女：
1. 約西亞斯（1896年—1967年）
2. 馬克西米利安（1898年—1981年）
3. 海倫（英语：Princess Helena of Waldeck and Pyrmont (1899–1948)）（1899年—1948年）
4. 格奧爾格（1902年—1971年）